# 金永浩
金 永浩（金 英虎、キム・ヨンホ、朝鮮語: 김영호 、1952年 - ）は、朝鮮民主主義人民共和国の政治家。朝鮮労働党中央委員会委員、最高人民会議代議員。内閣事務局長などを歴任した。

## 経歴
1952年に咸鏡北道で生まれた。2001年に内閣事務局次長に任命され、2005年3月に内閣事務局長に任命された。2007年6月に道・市・郡人民代議員中央選挙指導委員会委員に任命された。2009年3月9日に実施された最高人民会議第12期代議員選挙で代議員に再選され、4月9日に開催された最高人民会議第12期第1回会議で内閣事務局長に再任され、資格審査委員会委員に選出された。同年10月4日に中国の温家宝国務院総理が訪朝し、金英逸内閣総理が会談を行った際に同席した。2010年9月28日に開催された朝鮮労働党第3回党代表者会で朝鮮労働党中央委員会委員候補に選出され、2011年12月17日に金正日総書記が死去した際には、国家葬儀委員会委員に選ばれた。2012年11月4日に党中央委員会政治局拡大会議の決定により、国家体育指導委員会が設立されると同委員会委員に任命された。
2014年3月9日に実施された最高人民会議第13期代議員選挙で代議員に再選され、4月9日に開催された最高人民会議第13期第1回会議で内閣事務局長に再任された。2016年5月9日に開催された朝鮮労働党第7次大会で朝鮮労働党中央委員会委員に選出された。
2019年3月10日に実施された最高人民会議第14期代議員選挙中央選挙委員会委員に選出され、同選挙で代議員に再選され、4月11日に開催された最高人民会議第14期第1回会議で内閣事務局長に再任された。同年8月29日に開催された最高人民会議第14期第2回会議で内閣事務局長を解任された。

## 参考サイト
- 북한정보포털

| 先代鄭文山 | 内閣事務局長2005年 - 2019年 | 次代孫英勲 |